# Pateros (Metro Manilla)
Pateros is een gemeente op het eiland Luzon in de Filipijnen. Ze vormt samen met 16 andere steden en gemeenten de National Capital Region, die ook wel Metro Manilla wordt genoemd. Bij de laatste census in 2010 telde de gemeente ruim 64 duizend inwoners.

## Geografie

### Bestuurlijke indeling
Pateros is onderverdeeld in de volgende 10 barangays:
| - Aguho - Magtanggol - Martires Del 96 - Poblacion - San Pedro | - San Roque - Santa Ana - Santo Rosario-Kanluran - Santo Rosario-Silangan - Tabacalera |

## Demografie
Pateros had bij de census van 2010 een inwoneraantal van 64.147 mensen. Dit waren 2.207 mensen (3,6%) meer dan bij de vorige census van 2007. Ten opzichte van de census van 2000 was het aantal inwoners gegroeid met 6.740 mensen (11,7%). De gemiddelde jaarlijkse groei in die periode kwam daarmee uit op 1,12%, hetgeen lager was dan het landelijk jaarlijks gemiddelde over deze periode (1,90%).

De bevolkingsdichtheid van Pateros was ten tijde van de laatste census, met 64.147 inwoners op 10,4 km², 6168 mensen per km².

## Geboren in Pateros
- Pelagia Mendoza (9 juni 1867), beeldhouwster (overleden 1939).

Caloocan · Las Piñas · Makati · Malabon · Mandaluyong · Manilla · Marikina · Muntinlupa · Navotas · Parañaque · Pasay · Pasig · Pateros · Quezon City · San Juan · Taguig · Valenzuela